# Списак награда и номинација Кетрин Зите Џоунс
Кетрин Зита-Џоунс је велшка глумица која се, према подацима из 2019. године, појавила у 27 фимлова, 11 телевизијских продукција и 9 позоришних представа. Њено прво појављивање на позорници било је када је имала девет година и када је тумачила сироче у Вест Енд продукцији мјузикла Annie. Такође је играла насловну улогу у другој продукцији мјузикла у Позоришту у Свонзију 1981. године. Као тинејџерка, играла је улоге у представама Bugsy Malone и The Pajama Game на Вест Енду, након чега је доживела свој сценски пробој у главној улози девојке из хора у представи из 1987. под називом 42nd Street.
Француско-италијански научнофантастични филм 1001 ноћ (енгл. 1001 Nights, 1990) представљао је филмски првенац Зите-Џоунс. Популарност у Британији стекла је улогом сеоске девојке у телевизијској серији The Darling Buds of May (1991–1993) — најгледанијој серији у земљи у то време. Међутим, разочарана тиме што су јој нудили искључиво улоге у љубавним филмовима, Зита-Џоунс се преселила у Лос Анђелес. Рани успех постигла је играјући улоге које су се значајно ослањале на њен сексепил, у акционом филму Маска Зороа (енгл. The Mask of Zorro, 1998) и трилеру Entrapment (1999). За своју улогу у овом првом номинована је за награду Сатурн за најбољу глумицу. За своју улогу супруге нарко боса у Содерберговом филму Traffic  из 2000. године номинована је за награду Златни глобус за најбољу споредну глумицу. Потом је освојила Оскара и награду БАФТА за најбољу споредну глумицу за улогу Велме Кели у мјузиклу Chicago (2002). Као тада најплаћенија британска глумица у Холивуду, тумачила је улогу жене која се стално разводи у филму Intolerable Cruelty (2003), потом стјуардесу у филму Терминал (енгл. Terminal, 2004) и агента Еуропола у филму Играј своју игру 2 (2004). Наставак филма Маска Зороа, под називом Легенда о Зороу (2005), био је неуспех, након чега је Зита-Џоунс глумила амбициозног кувара у романтичној комедији No Reservations (2007).
Зита-Џоунс је значајно смањила своје радно оптерећење крајем 2000-их. На Бродвеју је дебитовала 2009. године улогом остареле глумице у мјузиклу A Little Night Music, за коју је освојила награду Тони за најбољу глумицу у мјузиклу. Након трогодишњег одсуства са екрана, имала је три филмске емисије у 2012. и још толико 2013. године. Ниједно њено издање из 2012. није остварило већи успех. Ово се променило 2013. године, када је играла мистериозног психијатра у Содерберговом трилеру Side Effects и руског агента у финансијски успешном акционом филму Red 2. Након још једног одсуства из света глуме, Зита-Џоунс је глумила у британском филму Dad's Army (2016), заснованом на истоименом телевизијском ситкому. Године 2017. вратила се на телевизију тумачећи глумицу Оливију де Хевиленд у антолошкој серији Feud.

## Награде и номинације
| Год. | Награда                                    | Категорија                                              | Филм                     | Резултат   | Реф.   |
| ---- | ------------------------------------------ | ------------------------------------------------------- | ------------------------ | ---------- | ------ |
| 1999 | Награда Blockbuster Entertainment          | Омиљена нова глумица                                    | The Mask of Zorro        | Освојено   | [ 26 ] |
| 1999 | Награда Сатурн                             | Најбоља глумица                                         | The Mask of Zorro        | Номинација | [ 11 ] |
| 1999 | МТВ филмска награда                        | Највеће глумачко откриће                                | The Mask of Zorro        | Номинација | [ 27 ] |
| 1999 | МТВ филмска награда                        | Најбоља борба (поделила заједно са Антониом Бандерасом) | The Mask of Zorro        | Номинација | [ 27 ] |
| 1999 | Европска филмска награда                   | Најбоља глумица – По избору гледалаца                   | Entrapment               | Освојено   | [ 28 ] |
| 2000 | Награда Златна малина                      | Најгора глумица                                         | Entrapment/ The Haunting | Номинација | [ 29 ] |
| 2000 | Награда Blockbuster Entertainment          | Омиљена глумица – Акција                                | Entrapment               | Освојено   | [ 30 ] |
| 2000 | Награда Blockbuster Entertainment          | Омиљена глумица – Хорор                                 | The Haunting             | Номинација | [ 31 ] |
| 2001 | Награда Screen Actors                      | Истакнута филмска постава                               | Traffic                  | Освојено   | [ 32 ] |
| 2001 | Награда Златни глобус                      | Најбоља споредна глумица                                | Traffic                  | Номинација | [ 33 ] |
| 2001 | Награда Blockbuster Entertainment          | Омиљена споредна глумица – Драма                        | Traffic                  | Номинација | [ 34 ] |
| 2001 | Удружење филмских критичара из Чикага      | Најбоља споредна глумица                                | Traffic                  | Номинација | [ 35 ] |
| 2001 | Удружење филмских критичара из Далас-Форта | Најбоља споредна глумица                                | Traffic                  | Номинација | [ 36 ] |
| 2002 | Награда Емпајр                             | Најбоља британска глумица                               | Traffic                  | Номинација | [ 37 ] |
| 2002 | Друштво филмских критичара из Бостона      | Најбоља споредна глумица                                | Chicago                  | Runner-up  | [ 38 ] |
| 2003 | Оскар                                      | Најбоља споредна глумица                                | Chicago                  | Освојено   | [ 13 ] |
| 2003 | БАФТА награда                              | Најбоља споредна глумица                                | Chicago                  | Освојено   | [ 13 ] |
| 2003 | Награда Избор критичара                    | Најбоља филмска постава                                 | Chicago                  | Освојено   | [ 39 ] |
| 2003 | Награда Избор критичара                    | Најбоља споредна глумица                                | Chicago                  | Освојено   | [ 39 ] |
| 2003 | Награда за стандардни вечерњи филм         | Најбоља глумица                                         | Chicago                  | Освојено   | [ 40 ] |
| 2003 | Награда СГА                                | Истакнута филмска постава                               | Chicago                  | Освојено   | [ 41 ] |
| 2003 | Награда СГА                                | Истакнута споредна глумица                              | Chicago                  | Освојено   | [ 41 ] |
| 2003 | Удружење филмских критичара из Далас-Форта | Најбоља споредна глумица                                | Chicago                  | Номинација | [ 42 ] |
| 2003 | Награда Златни глобус                      | Најбоља глумица                                         | Chicago                  | Номинација | [ 33 ] |
| 2003 | Удружење онлајн филмских критичара         | Најбоља споредна глумица                                | Chicago                  | Номинација | [ 43 ] |
| 2005 | Награда Избор критичара                    | Најбоља филмска постава                                 | Ocean's Twelve           | Номинација | [ 44 ] |
| 2005 | Hasty Pudding Theatricals                  | Жена године                                             | —                        | Освојено   | [ 45 ] |
| 2006 | Награда Избор народа                       | Омиљена глумица                                         | The Legend of Zorro      | Номинација | [ 46 ] |
| 2007 | Савез филмских новинарки                   | Глумица којој је најпотребнији нови агент               | —                        | Номинација | [ 47 ] |
| 2010 | Награда Круга критичара                    | Истакнута глумица у мјузиклу                            | A Little Night Music     | Освојено   | [ 48 ] |
| 2010 | Награда Drama Desk                         | Истакнута глумица у мјузиклу                            | A Little Night Music     | Освојено   | [ 49 ] |
| 2010 | Награда Тони                               | Најбоља глумица у мјузиклу                              | A Little Night Music     | Освојено   | [ 20 ] |
| 2019 | Women's Image Awards                       | Actress Made For Television Movie / Mini-Series         | Cocaine Godmother        | Номинација | [ 50 ] |